# Etmopterus
 Etmopterus  ist die artenreichste Gattung der Laternenhaie (Etmopteridae) und mit über 40 Arten eine der artenreichsten Haigattungen. Sie kommen in Teilen des Atlantiks, des Pazifiks und des Indischen Ozeans in Tiefen von 50 bis 4500 Metern vor und leben meist an Kontinentalabhängen, seltener auf dem Kontinentalschelf oder im offenen Ozean. Dabei bevorzugen sie tropische bis gemäßigte Regionen. Einige Arten sind stark endemisch und haben nur ein sehr kleines Verbreitungsgebiet. Der Große Schwarze Dornhai (Etmopterus princeps) und der Kleine Schwarze Dornhai (E. spinax) kommen auch in der tieferen nördlichen Nordsee und letzterer auch im Mittelmeer vor.

## Merkmale
Die meisten Etmopterus-Arten werden noch nicht mal einen halben Meter lang. Die größten Arten, der Neuseeländische Laternenhai (E. baxteri) und der Südliche Laternenhai (E. granulosus) erreichen Längen von 75 cm. Mit dem Zwerg-Laternenhai (Etmopterus perryi), der nur 16 bis 20 Zentimeter Körperlänge und ein Gewicht von etwa 150 Gramm erreicht, gehört die kleinste bekannte Haiart zu Etmopterus. Der Körper ist schlank bis gedrungen und dicht mit höckrigen oder konisch geformten Placoidschuppen bedeckt. Etmopterus-Arten sind auf der Rückenseite schwärzlich bis bräunlich gefärbt und auf der Bauchseite in den meisten Fällen schwarz. Die Flossen sind oft heller.

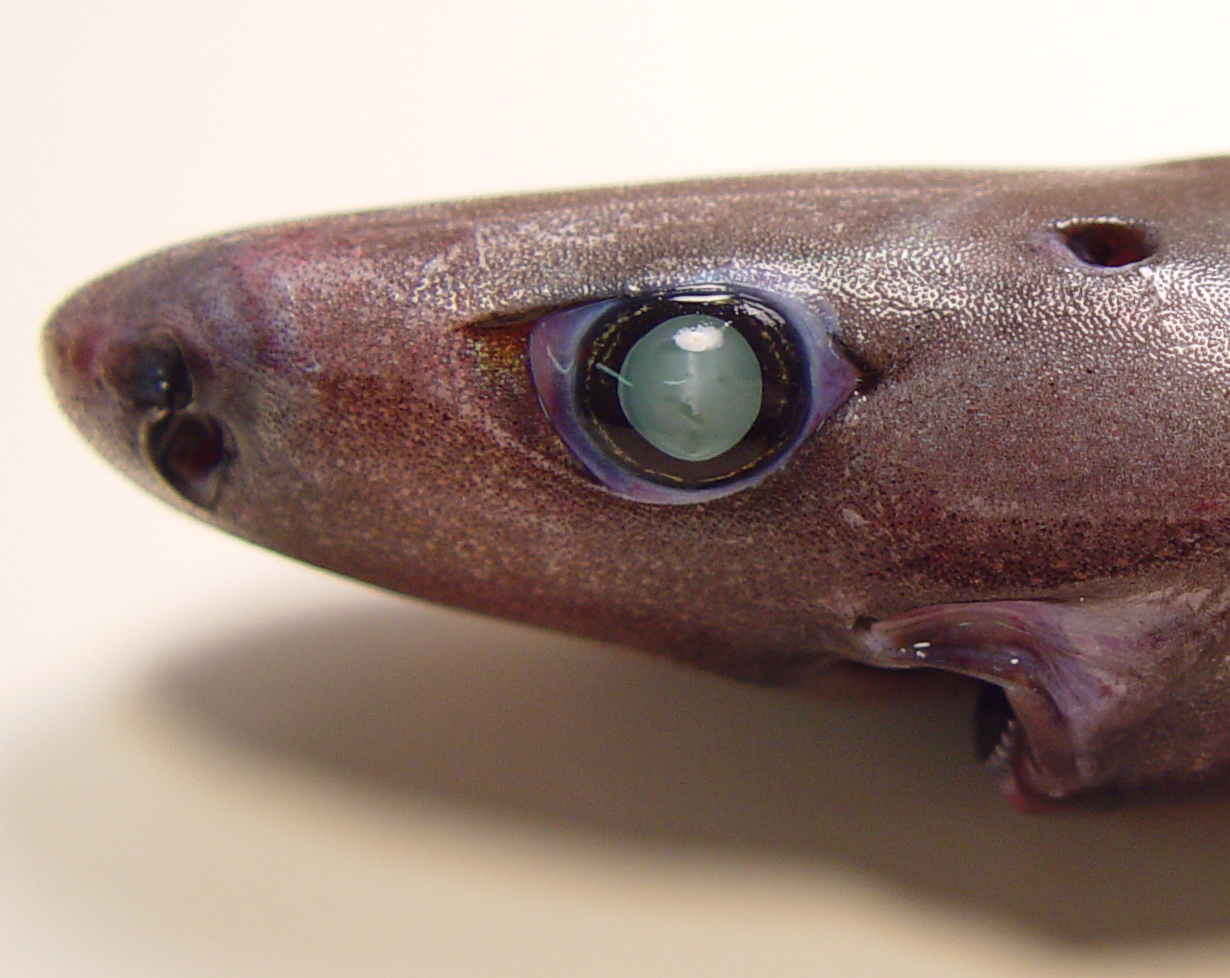
Der Kopf von Etmopterus pusillus

Der Kopf ist flach oder fast zylindrisch und breiter als lang oder genau so breit wie lang. Die Schnauze ist breit abgerundet oder vorne leicht konisch zugespitzt. Die Spritzlöcher sind oval oder leicht winkelig und viel kleiner als die Augen. Einige Arten haben einen halbrunden oder länglichen, weißen Fleck am Rand des oberen Augenlids. Die fünf Kiemenschlitze sind etwa gleich lang. Das unterständige, kurze, aber sehr breite Maul reicht nicht bis unter die Augen. Labialfalten und Labialfurchen sind vorhanden. Eine flache Furche verläuft zwischen Ober- und Unterkiefer. Die Zähne in Ober- und Unterkiefer sind deutlich unterschiedlich. Im Oberkiefer sind sie klein, mit einer kräftigen, konischen und geraden Spitze und einer, zwei oder mehreren Nebenspitzen auf jeder Seite. Im Unterkiefer sind die Zähne flach und klingenartig mit einer einzelnen Spitze. Im Oberkiefer stehen 18 bis 38 Zahnreihen, im Unterkiefer sind es 24 bis 55. Die Rückenflossen sind kurz und hoch. Die zweite Rückenflosse ist deutlich höher als die erste. Der Abstand zwischen den zwei Rückenflossen ist größer als die Breite der zwei Rückenflossen. Die Stacheln vor den Rückenflossen sind normalerweise kräftig und gebogen. Der Stachel der zweiten Rückenflosse ist für gewöhnlich sehr viel größer als der der ersten Rückenflosse und reicht bis zur Spitze der zweiten Rückenflosse. Wie allen Dornhaiartigen fehlt den Etmopterus-Arten die Afterflosse. Viele Arten besitzen sehr kleine Leuchtorgane, die auf der Bauchseite sehr viel dichter stehen als auf der Rückenseite. Außerdem besitzen einige Arten deutlich sichtbare Leuchtorgane an den Seiten, an der Unterseite des Kopfes, am Schwanzstiel und an der Schwanzflosse. Bei anderen Arten sind diese kaum sichtbar oder fehlen völlig. Etmopterus-Arten haben 68 bis 99 Wirbel, die teilweise verknöchert sind. Der Spiraldarm hat 8 bis 19 Windungen. Etmopterus-Arten werden 13 bis 57 Jahre alt.

## Lebensweise
Da Etmopterus-Arten in größeren Tiefen leben, ist über ihr Verhalten und ihre Lebensweise nur wenig bekannt. Je nach Art werden sie mit einem Alter von 5 bis 8 oder sogar erst mit 20 bis 30 Jahren geschlechtsreif. Wie die anderen Arten aus der Ordnung der Dornhaiartigen sind sie lebendgebärend (ovovivipar). Pro Wurf werden ein bis 21 Jungtiere geboren.
Etmopterus-Arten jagen möglicherweise in kleinen Gruppen, wodurch es diesen sehr kleinen Haien möglich ist, Beute zu fangen, die für einen einzelnen Hai zu groß ist. Darauf deuten auch die starken, kurzen Kiefer mit einem schneidenden und zerstückelnden Gebiss hin, die es den Tieren ermöglichen Fische und Wirbellose zu erbeuten, die nicht auf einmal verschluckt werden können. Die Leuchtorgane könnten dann auch dazu dienen, die Gruppen während der Jagd oder anderer Aktivitäten zusammen zu halten.

## Arten

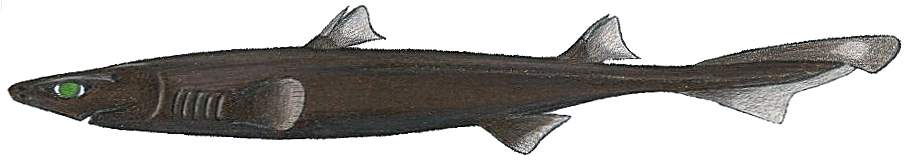
Etmopterus bigelowi

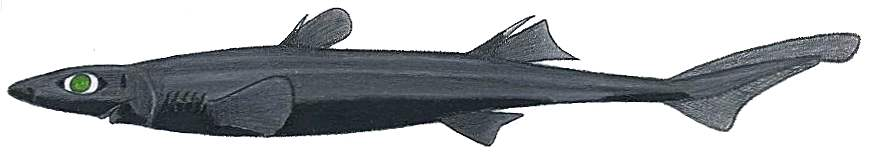
Gestreifter Laternenhai (Etmopterus bullisi)

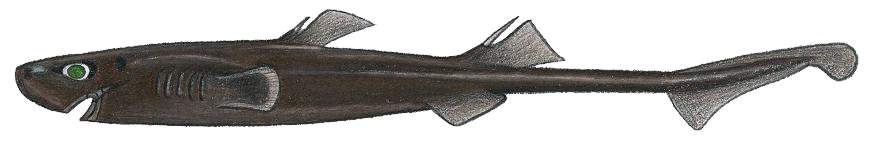
Zylindrischer Laternenhai (Etmopterus carteri)

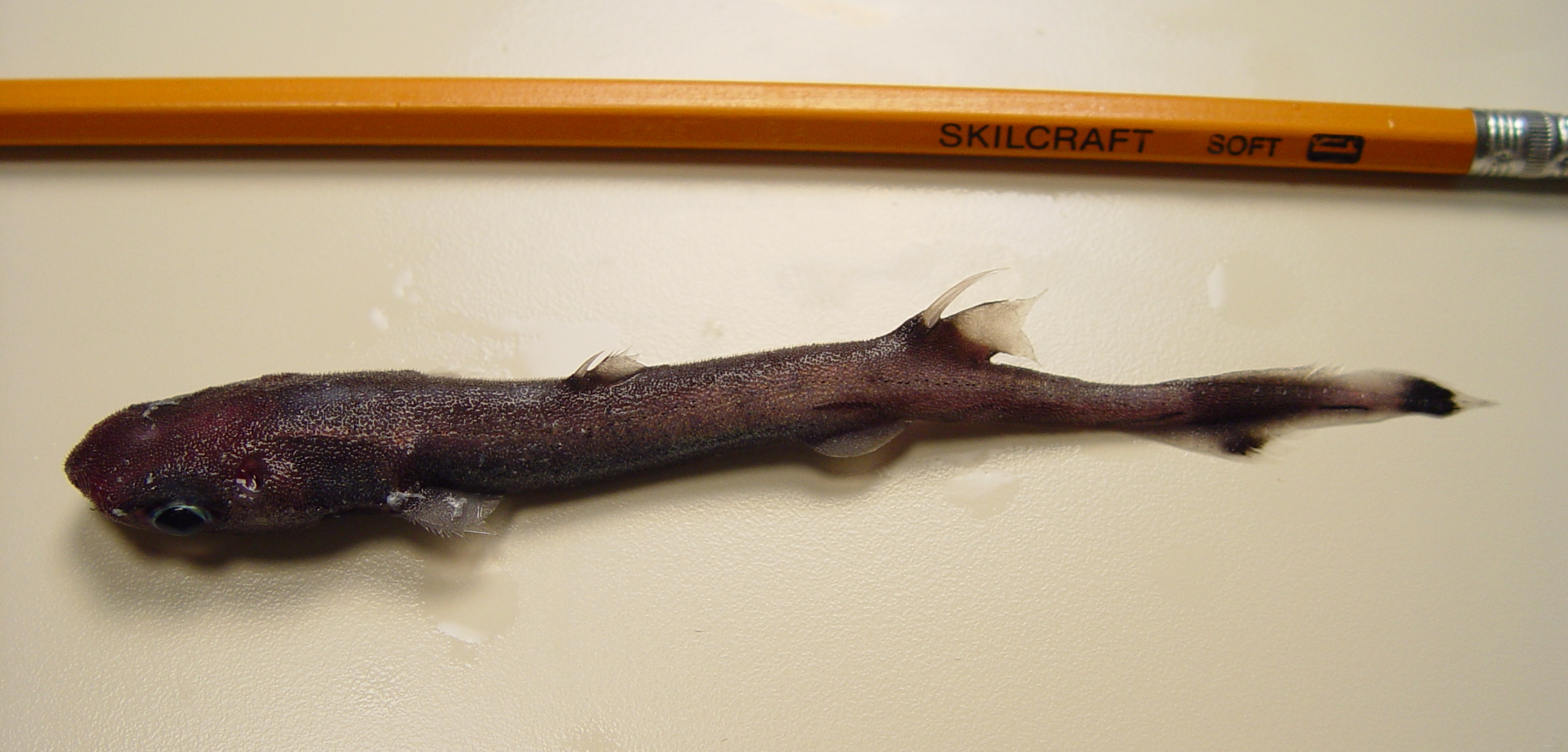
Breitgebänderter Laternenhai (Etmopterus gracilispinis)

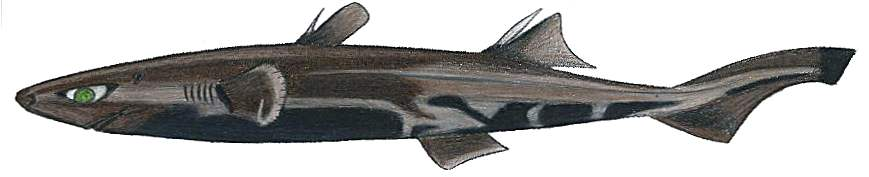
Zwerg-Laternenhai (Etmopterus perryi)

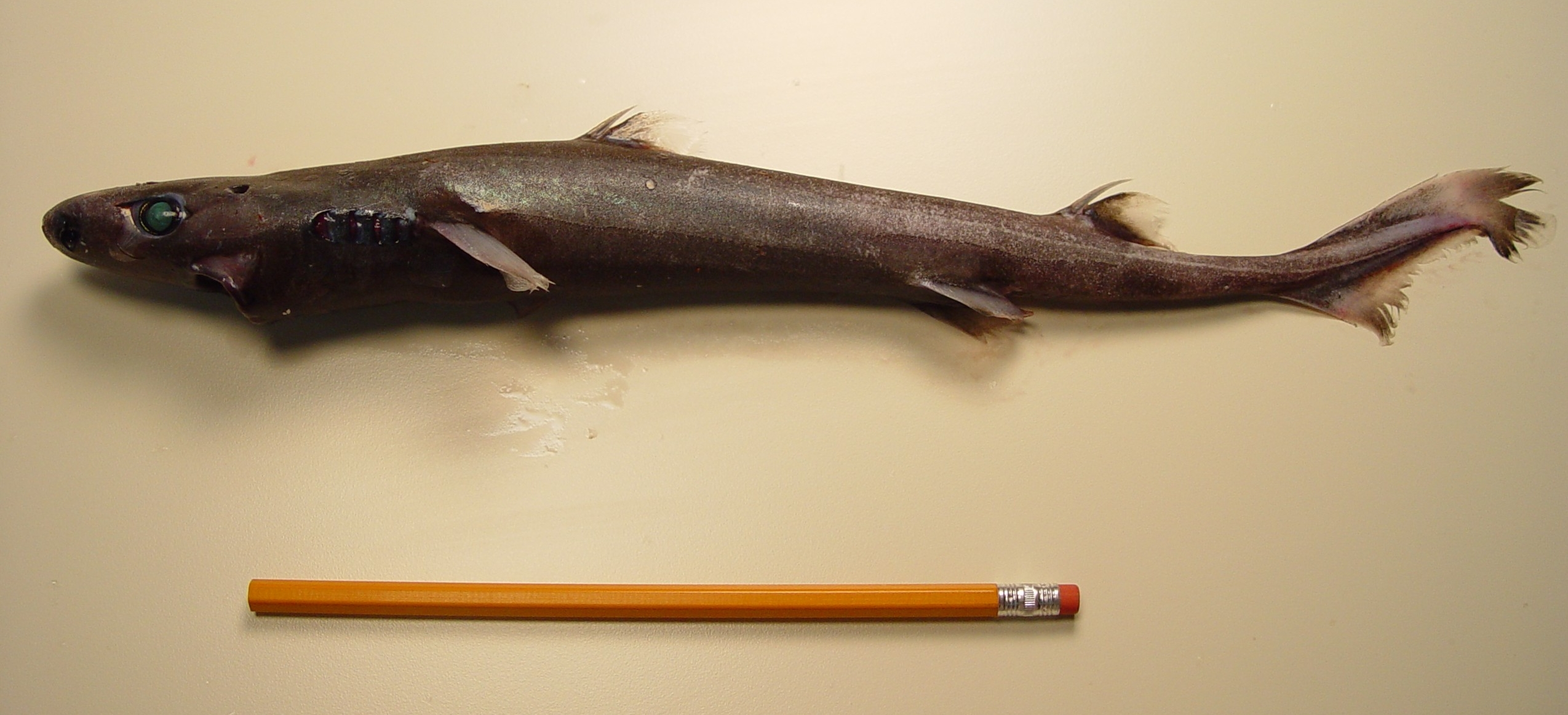
Glatter Schwarzer Dornhai (Etmopterus pusillus)

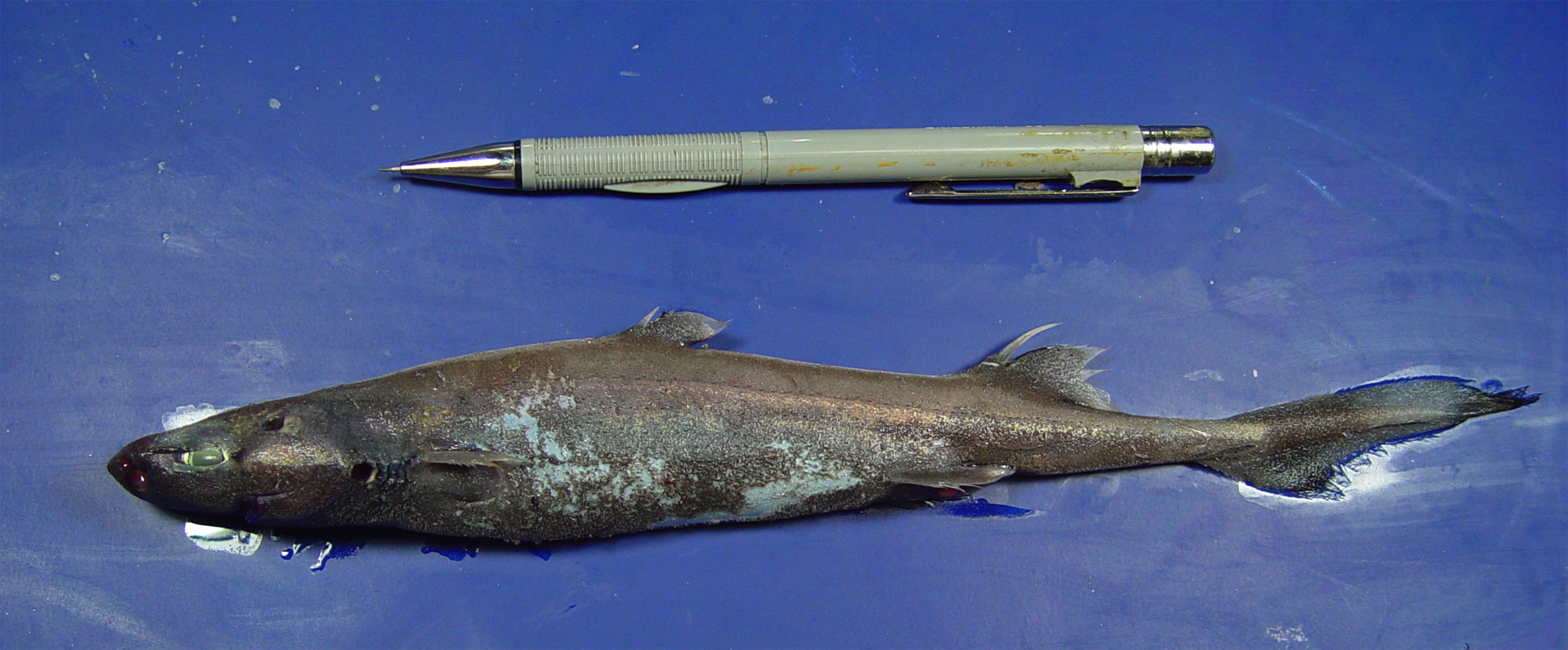
Fransenflossen-Laternenhai (Etmopterus schultzi)

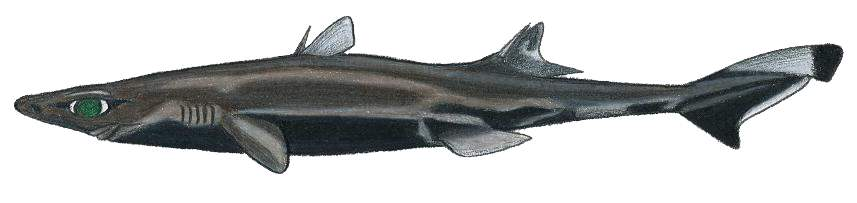
Grüner Laternenhai (Etmopterus virens)

Zu Etmopterus gehören über 40 Arten:
- Etmopterus alphus Ebert et al., 2016
- Neuseeländischer Laternenhai (Etmopterus baxteri Garrick, 1957)
- Etmopterus benchleyi Vásquez, Ebert & Long, 2015
- Etmopterus bigelowi Shirai & Tachikawa, 1993
- Kurzschwanz-Laternenhai (Etmopterus brachyurus Smith & Radcliffe, 1912)
- Etmopterus brosei Ebert et al., 2021[8]
- Gestreifter Laternenhai (Etmopterus bullisi Bigelow & Schroeder, 1957)
- Etmopterus burgessi Schaaf-Da Silva & Ebert, 2006
- Zylindrischer Laternenhai (Etmopterus carteri Springer & Burgess, 1985)
- Etmopterus caudistigmus Last, Burgess & Séret, 2002
- Etmopterus compagnoi Fricke & Koch, 1990
- Kammzahn-Laternenhai (Etmopterus decacuspidatus Chan, 1966)
- Etmopterus dianthus Last, Burgess & Séret, 2002
- Etmopterus dislineatus Last, Burgess & Séret, 2002
- Etmopterus evansi Last, Burgess & Séret, 2002
- Etmopterus fusus Last, Burgess & Séret, 2002
- Breitgebänderter Laternenhai (Etmopterus gracilispinis Krefft, 1968)
- Südlicher Laternenhai (Etmopterus granulosus (Günther, 1880))
- Karibischer Laternenhai (Etmopterus hillianus (Poey, 1861))
- Etmopterus joungi Knuckey, Ebert & Burgess, 2011
- Etmopterus lailae Ebert et al., 2017
- Etmopterus lii Ng et al., 2024[9]
- Kleinaugen-Laternenhai (Etmopterus litvinovi Parin & Kotlyar, 1990)
- Schwarzbauch-Laternenhai (Etmopterus lucifer Jordan & Snyder, 1902)
- Etmopterus marshae Ebert & Van Hees, 2018
- Schmalschwanz-Laternenhai (Etmopterus molleri (Whitley, 1939))
- Zwerg-Laternenhai (Etmopterus perryi Springer & Burgess, 1985)
- Afrikanischer Laternenhai (Etmopterus polli Bigelow, Schroeder & Springer, 1953)
- Großer Schwarzer Dornhai (Etmopterus princeps Collett, 1904)
- Etmopterus pseudosqualiolus Last, Burgess & Séret, 2002
- Glatter Schwarzer Dornhai (Etmopterus pusillus (Lowe, 1839))
- Dichtschuppiger Laternenhai (Etmopterus pycnolepis Kotlyar, 1990)
- Etmopterus robinsi Schofield & Burgess, 1997
- Etmopterus samadiae White et al., 2017
- Fransenflossen-Laternenhai (Etmopterus schultzi Bigelow, Schroeder & Springer, 1953)
- Etmopterus sculptus Ebert, Compagno & Marlee J. De Vries, 2011
- Dorniger Laternenhai (Etmopterus sentosus Bass, D'Aubrey & Kistnasamy, 1976)
- Kleiner Schwarzer Dornhai (Etmopterus spinax (Linnaeus, 1758))
- Prachtvoller Laternenhai (Etmopterus splendidus Yano, 1988)
- Etmopterus tasmaniensis Myagkov & Pavlov in Gubanov, Kondyurin & Myagkov, 1986
- Brauner Laternenhai (Etmopterus unicolor (Engelhardt, 1912))
- Etmopterus viator Straube, 2011
- Hawaiianischer Laternenhai (Etmopterus villosus Gilbert, 1905)
- Grüner Laternenhai (Etmopterus virens Bigelow, Schroeder & Springer, 1953)

## Belege
1. 1 2 3 4 5  
David A. Ebert: Deep-sea Cartilaginous Fishes of the Indian Ocean. Volume 1 Sharks. FAO Species Catalogue for Fishery Purposes No. 8, Vol. 1, ISSN 1020-8682. Seite 81 u. 82.
2. ↑  Etmopterus princeps auf Fishbase.org (englisch)
3. ↑  Etmopterus spinax auf Fishbase.org (englisch)
4. ↑  Etmopterus baxteri auf Fishbase.org (englisch)
5. ↑  Etmopterus granulosus auf Fishbase.org (englisch)
6. ↑  Etmopterus perryi auf Fishbase.org (englisch)
7. ↑  Etmopterus auf Fishbase.org (englisch)
8. ↑  
Ebert, D.A., Leslie, R.W. & Weigmann, S. (2021): Etmopterus brosei sp. nov.: a new lanternshark (Squaliformes: Etmopteridae) from the southeastern Atlantic and southwestern Indian oceans, with a revised key to the Etmopterus lucifer clade. Marine Biodiversity, 51: 53.
9. ↑  
Ng, S.-L., Liu, K.-M. & Joung, S.-J. (2024): Description of a new lanternshark species from the South China Sea, with additional description of Etmopterus sheikoi from Taiwanese waters (Squaliformes: Etmopteridae). Raffles Bulletin of Zoology, 72: 26–41.